# Minamiminowa
Minamiminowa (南箕輪村 Minamiminowa-mura?) es una villa en la prefectura de Nagano, Japón, localizada en la parte central de la isla de Honshū, en la región de Chūbu. El 1 de marzo de 2021 tenía una población estimada de 15 727 habitantes y una densidad de población de 384 personas por km².

## Geografía
Minamiminowa se encuentra en el valle de Ina, en el centro-sur de la prefectura de Nagano, bordeada por las montañas Kiso al oeste. El río Tenryū atraviesa la villa, que consta de dos áreas geográficas separadas por la ciudad de Ina.

## Historia
El área de la actual Minaminowa era parte de la antigua provincia de Shinano. La villa de Minamiminowa se estableció el 1 de abril de 1889.

## Demografía
Según los datos del censo japonés, la población de Minamiminowa ha aumentado en los últimos 50 años.
| Gráfica de evolución demográfica de Minamiminowa entre 1940 y 2015 |
|                                                                    |
| Oficina de Estadística de Japón                                    |